# ガンダルヴァ

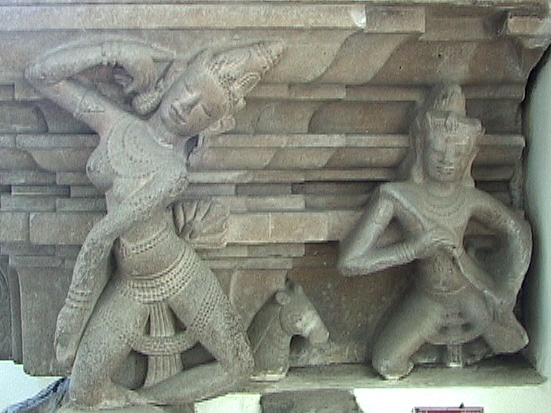
アプサラスとガンダルヴァ（右）
チャム彫刻博物館（ベトナム）

ガンダルヴァ（梵: गन्धर्व [gandharva]）は、インド神話においてインドラ（帝釈天）またはソーマに仕える半神半獣の奏楽神団で、大勢の神の居る宮殿の中で美しい音楽を奏でる事に責任を負っている。また、ソーマの守護神であるとも伝えられている。アプサラスの夫だが、女性のガンダルヴァも存在する。ガンダルヴァの演奏は自然界の中のラーガとして見出される。外見は主に頭に八角の角を生やした赤く逞しい男性の上半身と、黄金の鳥の翼と下半身を持った姿で表される。その大半が女好きで肉欲が強いが、処女の守護神でもある。
酒や肉を喰らわず、香りを栄養とする為に訪ね歩くため食香または尋香行とも呼ばれ、自身の体からも香気を発する。香気と音楽は非常にかすかでどこから発しているのかわからないともされる。
その身から冷たくて濃い香気を放つため、サンスクリットでは「変化が目まぐるしい」という意味で魔術師も「ガンダルヴァ」と呼ばれ、蜃気楼の事をガンダルヴァの居城に喩え「乾闥婆城」（gandharva-nagara）と呼ぶ。
かつてはギリシア神話のケンタウロスと同源であると推定されていたが、現在では否定的である。むしろ、パーンに近い。

## 仏教におけるガンダルヴァ

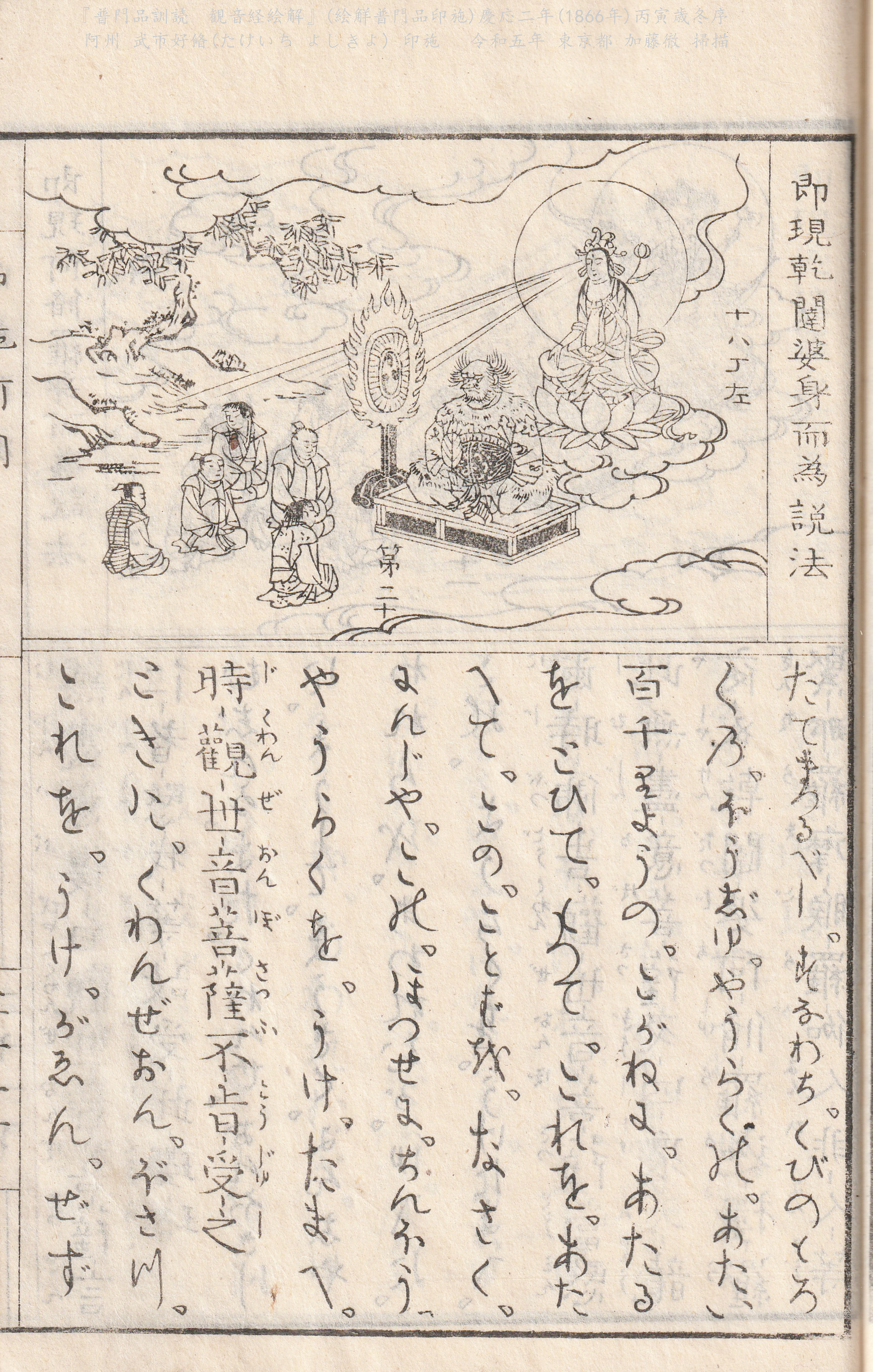
説法する乾闥婆（背後には観音菩薩）。幕末の本の挿絵

仏教での漢訳は乾闥婆（けんだつば）となり、天竜八部衆、また四天王眷属の八部鬼神の一つである。楽乾闥婆王、犍達婆、犍達縛、犍闥婆、乾沓和、乾沓婆、彦達縛、犍陀羅、香神、香音天、香陰など様々な訳名がある。